# Autoritratto con l'orecchio bendato
L'Autoritratto con l'orecchio bendato è un dipinto del pittore olandese Vincent van Gogh, realizzato nel 1889 e conservato alla Courtauld Gallery di Londra.

## Descrizione
Alla fine del 1888 la convivenza di Van Gogh e Gauguin finì in tragedia. Dopo un progressivo e inesorabile deterioramento dei rapporti con l'amico il 23 dicembre 1888 Vincent si amputò il lobo dell'orecchio sinistro con un rasoio. Lo consegnò poi, secondo la versione più comunemente accettata, ad una prostituta di nome Rachel o, secondo una recente altra ipotesi, a una cameriera diciannovenne il cui nome era Gabrielle. Dopo due settimane di degenza in ospedale, van Gogh si ritrasse numerose volte con l'orecchio fasciato. Questo Autoritratto con l'orecchio bendato, inizialmente posseduto da van Gogh, pervenne in circostanze non chiare a Julien père Tanguy, titolare di un negozietto di colori a Parigi che accettava in forma di pagamento i quadri offertigli dal pittore, quando ancora nessun mercante d'arte gli dava credito. Dopo esser stato esposto in due mostre d'arte tenutesi a Parigi nel 1901 e nel 1905 l'autoritratto fu acquistato nel 1928.
Nell'Autoritratto con l'orecchio bendato predominano i colori freddi, che danno una nota ancor più malinconica al dipinto, accentuata dall'utilizzo di pennellate accidentate, che indugiano su ogni osso. Il volto dell'artista è invero smunto e ossuto, con la carnagione definita da un giallo cereo, ed il suo sguardo abbattuto e perso nel vuoto sembra quasi affondare in mondi immaginari dove egli può eludere dall'etichetta di «folle» che la società gli ha imposto. Il cappotto abbottonato e il cappello, indossati anche in casa, sembrano alludere all'assenza di un impianto di riscaldamento, che forse, per le condizioni economiche sempre precarie, l'artista non poteva permettersi: ma non va tuttavia dimenticato anche il significato più profondo di riparo da un mondo ormai ritenuto nemico dall'artista.
Sulla parete verde alle sue spalle si notano un cavalletto recante una tela appena abbozzata ed una stampa giapponese (Vincent era un appassionato amatore di tale genere, che gli forniva motivi di ispirazione per i suoi dipinti): questa stampa, nonostante i suoi gioiosi colori e l'equilibrio cromatico con la vistosa fascia bianca applicata sulla ferita di Vincent (che appare a destra invece che a sinistra, a riprova che l'autoritratto fu eseguito davanti allo specchio), non riesce tuttavia a trasmettere la stessa gioia e l'armonia che straripavano nell'analogo Ritratto di père Tanguy, di un anno e mezzo prima e simile nella composizione. Questo ritratto conferma che l'esperienza con Gauguin era stata veramente estrema per Van Gogh, che trascorrerà il suo ultimo anno e mezzo di vita in una solitudine in parte volontaria, in parte forzata.